# Městská brána (Trenčín)
Městská brána v Trenčíně je šestipatrová, původně jen dvoupatrová goticko - renesanční věž městské brány, která byla postavena na čtvercových základech pravděpodobně začátkem 15. století.
Její průchod je zaklenut lomeným gotickým obloukem. Po poškození během Katzianerova obléhání hradu byla městská brána v letech 1543 - 1549 přestavěna, zvýšena a zesílena půlkruhovým barbakánem a menší věží. Vchod do městské brány byl přes padací most. Turecká hrozba, která se objevila koncem 16. století, si však vyžádala další posílení brány. Po renesanční přestavbě v první čtvrtině 17. století byla stavba od třetího patra vyvýšena v osmihranném půdorysu. Opevnění bylo v roce 1857 zbořeno a brána zůstala. V lucerně byly zřízeny renesanční hodiny a 1934 vyměněny za elektrické. Latinský nápis na věži říká: "Když Bůh nemá město pod svou ochranou, ten co ho chrání, bdí marně". Dnes je městská brána přístupná veřejnosti a svou dispozicí poskytuje výhled na přilehlé Mírové náměstí od severovýchodu a Sládkovičovu ulici od jihozápadu.